# لغة إخطاطية

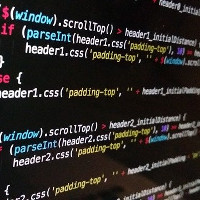

اللغة الإخطاطية (بالإنجليزية: Scripting language)‏ أو اللغة الممتدة هي لغة برمجة معدة للتحكم بتطبيق برمجي معين. عادة ما تعامل الأكواد النصية (الإسكريبتات) على أنها غير البرامج حيث أن البرامج تنفذ باستقلالية دون الحاجة إلى تطبيق برمجى معين.كما أنها مختلفة عن الأكواد الأساسية للبرنامج التي تعمل بداخله فهي في العادة تكون بلغة أخرى أيضًا.
من أمثلتها:
- جافا سكريبت
- أكشن سكريبت
- أوتوات